# Michael Harenberg
Michael Harenberg (* 19. April 1961 in Bad Wildungen) ist ein deutscher Komponist, Musik- und Medienwissenschaftler. Er ist Professor für Musikalische Gestaltung und Medientheorie an der Hochschule der Künste in Bern. 

## Leben und Werk
Michael Harenberg – erstes Kind des Berufssoldaten Wolfgang Harenberg und seiner Ehefrau Christel, geb. Sachse – machte sein Abitur 1981 am König-Heinrich Gymnasium in Fritzlar. Anschließend studierte er systematische Musikwissenschaft an der Justus-Liebig-Universität Gießen und Komposition an der städtischen Akademie für Tonkunst bei Toni Völker in Darmstadt. Er verfasste seine medienwissenschaftliche Promotion zum Thema Virtuelle Instrumente im akustischen Cyberspace. Poietische Dimensionen musikalischer Medialität bei Georg Christoph Tholen an der Universität Basel.
Theoretische wie künstlerische Arbeitsschwerpunkte sind digitale Soundcultures, experimentelle Interfaces, kompositorische Virtualitätsmodelle des Digitalen sowie Körperlichkeit elektroakustischer Musik im Rahmen instrumentaler und installativer Settings.
Er erhielt Förderstipendien der Darmstädter Ferienkurse (1990–1998), dem Experimentalstudio der Heinrich-Strobel-Stiftung des SWR (1990–1994) sowie 1989 ein Stipendium des Centre Acanthes in Villeneuve-lès-Avignon, zur Teilnahme an der Kompositionsklasse des Komponisten Luigi Nono. Im Wintersemester 2016 erhielt er die Edgar-Varèse-Gastprofessur für Computermusik des DAAD und der Technischen Universität Berlin.
Internationale Vorträge und Publikationen zum Schwerpunkt Musik und digitale Medien. Mitglied in verschiedenen Improvisations- und Kompositionsensembles mit internationaler Konzerttätigkeit.
1994–1997 Stabsstelle für neue Medientechnologien der Verlagsgruppe Georg von Holtzbrinck. Erarbeitung kontextunabhängiger multimedialer SGML-gestützter Datenbankprojekte mit internationalen Verlagen, darunter MacMillan, Grove Dictionary of Music, Rowohlt, S. Fischer, Spektrum, Systema, u. a.
Von 1997 bis 2000 künstlerisch-wissenschaftliche Mitarbeit mit Rolf Großmann an Konzeption, Aufbau und Leitung des Schwerpunktbereichs Ästhetische Strategien an der Leuphana Universität Lüneburg. Seit 1998 verschiedene Lehraufträge z. B. an der Fachhochschule Pforzheim (1998–2000), am Elektronischen Studio der Musik-Akademie der Stadt Basel (2001–2003), am Königlichen Institut für Sonologie in den Haag (2006–2007) sowie regelmäßige Lehraufträge an der Universität Basel, Institut für Medienwissenschaft (seit 2009).
Seit 2000 Konzeption und Aufbau des Studienganges Musik und Medienkunst an der Hochschule für Musik und Theater (HMT) in Bern sowie Mitarbeit an Konzeption und Gründung der Hochschule der Künste Bern (2003). Seit 2002 Entwicklung und Leitung des Diplomstudienganges Musik und Medienkunst als Dozent für Musikalische Gestaltung und Medientheorie an der Hochschule der Künste in Bern. Seit 2007 Konzeption und Entwicklung des Bachelor SoundArts. Musik und Medienkunst im Rahmen der Bologna-Reform. Seit 2008 Konzeption, Neuentwicklung und Leitung eines interdisziplinären Masterstudienganges Contemporary Arts Practice mit den künstlerischen Schwerpunkten SoundArts. Musik und Medienkunst, Fine Arts, Literatur und Performance Art. Bis 2018 zusammen mit Daniel Weissberg, seit dem Herbstsemester 2018 Co-Leitung zusammen mit der Komponistin Teresa Carrasco.
Er lebt als Komponist und Musik- / Medienwissenschaftler in Bern.
Seit 2000 war Harenberg im Vorstand der Deutschen Gesellschaft für Elektroakustische Musik e.V. (DEGEM), davon von 2004 bis 2013 als 1. Vorsitzender. Bis 2015 leitete er das DEGEM WebRadio, das er im DEGEM-Vorstand 2005 zusammen mit der Komponistin Sabine Schäfer in Kooperation mit dem Zentrum für Kunst und Medientechnologie in Karlsruhe gegründet hat.

## Publikationen (Auswahl)
- Neue Musik durch neue Technik? Musikcomputer als qualitative Herausforderung für ein neues Denken in der Musik. (= Bärenreiter Hochschulschriften). Bärenreiter, Kassel / Basel / London / New York 1989, ISBN 3-7618-0941-7.
- Die Rationalisierung des Virtuellen in der Musik. In: Sigrid Schade, Georg Christoph Tholen (Hrsg.): Konfigurationen zwischen Kunst und Medien. Buch und CD-ROM. Kassel 1999, ISBN 3-7705-3348-8.
- Multimediales, interaktives Künstlerportrait mit Werkbeispielen und theoretischen Schriften sowie der virtuellen Klanginstallation »Persimfans« In: Klangkunst in Deutschland. CD-ROM Dokumentationsreihe der Deutschen Gesellschaft für Elektroakustische Musik e.V. (DEGEM), Schott/Wergo 2000, ISBN 3-7957-6028-3.
- Virtuelle Instrumente zwischen Simulation und (De-)Konstruktion. In: Marcus S. Kleiner, Achim Szepanski (Hrsg.): Soundcultures. Über elektronische und digitale Musik. Frankfurt am Main 2003, ISBN 3-518-12303-3.
- Die musikalisch-ästhetische Verortung klingender Räume. Virtuelle Räume als musikalische Instrumente. In: Martin Warnke, Wolfgang Coy, Georg Christoph Tholen (Hrsg.): HyperKult II Zur Ortsbestimmung analoger und digitaler Medien. transcript Verlag, Bielefeld 2005, ISBN 3-89942-274-0.
- Die Ästhetik der Simulation. Musik aus virtuellen Räumen. In: Sigrid Schade, Georg Christoph Tholen (Hrsg.): SchnittStellen. 1. Basler Kongress für Medienwissenschaft. Basel 2006, ISBN 3-7965-2150-9.
- Zur musikalischen Ästhetik klingender Räume. In: Peter Kiefer (Hrsg.): Klangräume der Kunst. Heidelberg 2010, ISBN 978-3-936636-80-2, S. 125–139.
- Michael Harenberg, Daniel Weissberg (Hrsg.): Klang (ohne) Körper: Spuren und Potenziale des Körpers in der elektronischen Musik. transcript Verlag, Bielefeld 2010, ISBN 978-3-8376-1166-3.
- Von der Reihe zum Loop. Zur Aktualität des Serialismus in der Musik. In: Christine Blaettler (Hrsg.): Kunst der Serie. Die Serie in den Künsten. Wilhelm Fink Verlag, München 2010, ISBN 978-3-7705-5005-0.
- Virtuelle Instrumente im akustischen Cyberspace. Zur musikalischen Ästhetik des digitalen Zeitalters. transcript Verlag, Bielefeld 2012, ISBN 978-3-8376-2175-4.
- Deklinierte Prozesse / Prozesse der Notation: Michael Harenberg. In: Hans Rudolf Reust, Peter J. Schneemann, Anselm Stalder (Hrsg.): Künste und Regelwerk. München 2013, ISBN 978-3-88960-133-9, S. 75–81.
- Klangräume des Digitalen. Sound als mediales Resonanzphänomen. In: Frank Haase, Till A. Heilmann (Hrsg.): Interventionen. Festschrift für Georg Christoph Tholen. Schüren Verlag, Marburg 2013, ISBN 978-3-89472-655-3, S. 113–122.
- Sound-Körper-Stimme. In: Daniel Fetzner, Martin Domberg (Hrsg.): Intercorporeal Splits. Künstlerische Forschung zur Medialität von Stimme. Haut. Rhythmus. Leipzig 2015, ISBN 978-3-944122-09-0, S. 82–91.
- Leiblichkeit und das Körperspiel der Maschinen. In: Marion Saxer (Hrsg.): Spiel (mit) der Maschine. Musikalische Medienpraxis in der Frühzeit von Phonographie, Reproduktionsklavier, Film und Radio. transcript Verlag, Bielefeld 2016, ISBN 978-3-8376-3036-7, S. 237–244.
- Topologies of an Aesthetics of the Virtual in Music. In: Vera Bühlmann, Ludger Hoverstadt (Hrsg.): Symbolizing Existence. (= Metalithikum. III; Applied Virtuality Book Series. Band 3). Birkhäuser Verlag, Basel 2016, ISBN 978-3-0356-0378-1.
- Flächen – Strukturen – Schichtungen. Zur elektronischen Musik Hermann Meiers. In: Heidy Zimmermann, Michelle Ziegler, Roman Brotbeck (Hrsg.): Mondrian-Musik: Die graphischen Welten des Komponisten Hermann Meier. Chronos Verlag, Zürich 2017, ISBN 978-3-0340-1418-2, S. 163–174